# 阿沃卡 (內布拉斯加州)
阿沃卡（英語：Avoca）是位於美國內布拉斯加州卡斯縣的村。

## 人口
根據2020年美國人口普查的數據，阿沃卡的面積為0.34平方千米，皆為陸地。當地共有人口178人，而人口密度為每平方千米524人。